# ألين راسيل باتريك
ألين راسيل باتريك هو سياسي كندي، ولد في 15 سبتمبر 1910 في كندا، وتوفي في 25 ديسمبر 1995. حزبياً، نشط في حزب الائتمان الاجتماعي في ألبرتا ‏. وقد انتخب عضو الجمعية التشريعية ألبرتا.